# Benjamin Leroy
Benjamin Leroy (* 7. April 1989 in Cucq) ist ein französischer Fußballtorwart, der aktuell beim FC Lorient in der Ligue 1 spielt.

## Karriere
Leroy begann seine fußballerische Ausbildung bei LB Châteauroux, ehe er zum FC Tours in die Jugendabteilung wechselte. Im Sommer 2009 unterschrieb er dort seinen ersten Profivertrag. In der Saison 2009/10 stand er dann schon einige Male im Spieltagskader, kam aber noch zu keinem Profieinsatz. Am letzten Spieltag der Folgesaison durfte er schließlich bei einer 0:1-Niederlage gegen den CS Sedan bei den Profis zwischen den Pfosten stehen. Daraufhin war er in der Spielzeit 2011/12 bereits Stammtorwart beim FC Tours und spielte in 37 von 38 möglichen Ligapartien. In der Saison darauf kam er ebenfalls in allen Spielen der Liga zum Einsatz. In der Saison 2013/14 wurde er sogar Mannschaftskapitän und spielte 32 Ligaspiele.
Im Sommer 2014 verließ er seinen Ausbildungsverein und wechselte in die Ligue 1 zum FC Évian Thonon Gaillard. Nach Anfangsschwierigkeiten debütierte Leroy am fünften Spieltag gegen Olympique Marseille im Tor der Ligue 1, als er drei Tore kassiert und sein Team 1:3 verlor. Ab Mitte der Spielzeit 2014/15 war er Stammtorhüter und bestritt so noch 23 von 38 Partien. Mit seinem neuen Klub stieg er jedoch wieder in die Ligue 2 ab. Dort war er unangefochten erster Torwart und spielte 36 Partien in jener Saison 2015/16.
Anfang Juli 2016 wechselte er jedoch wieder zurück in die Ligue 1 zum FCO Dijon. Dort war er aber nahezu die ganze Saison 2016/17 nur die zweite Wahl im Tor hinter Baptiste Reynet und kam erst am letzten Spieltag gegen den FC Toulouse zu seinem Mannschaftsdebüt, als er bei dem 0:0-Unentschieden kein Gegentor zuließ. Auch in der Spielzeit 2017/18 konnte Leroy Reynet nicht von seiner Stammposition verdrängen und kam so zu keinem Ligaeinsatz.
So wechselte Leroy ein Jahr vor seinem Vertragsende erneut in die zweitklassige Ligue 2, wo er beim AC Ajaccio unterschrieb. In seiner ersten Saison bei den Korsen stand er in jedem Ligaspiel im Tor und blieb dabei in zwölf Partien ohne Gegentor. In der Saison 2019/20 spielte er zehnmal weniger, konnte aber in 16 Partien seinen „Kasten sauber halten“. Somit wurde er in das Team der Ligue 2 2019/20 aufgenommen. In der Spielzeit 2020/21 blieb er erneut zwölfmal ohne Gegentor und spielte aufgrund einer roten Karte nur 34 von 38 möglichen Spielen. Nachdem er in der Saison 2021/22 in 32 Spielen 20 Mal kein Gegentor zuließ wurde er Torhüter des Jahres und wurde auch in das Team des Jahres gewählt. Somit hatte Leroy einen großen Anteil am zweiten Platz der Mannschaft und dem damit verbundenen Aufstieg in die Ligue 1, wo er weiterhin Stammtorwart des ACA war. In der Saison 2022/23 absolvierte er 32 Ligaspiele in der Ligue 1 für Ajaccio. Im Juli 2023 wechselte Leroy zur US Quevilly-Rouen, für die er in der folgenden Saison 36 Ligaspiele bestritt und dabei dreimal als Kapitän fungierte. Im Juli 2024 wechselte er ligaintern zum FC Lorient, wo er in der Saison 2024/25 als zweiter Torwart hinter Yvon Mvogo einen Einsatz in der Ligue 2 absolvierte.

## Erfolge
Persönliche Auszeichnungen
- Team der Ligue 2: 2018/19, 2021/22
  - Torwart der Ligue 2: 2021/22

AC Ajaccio
- Zweiter der Ligue 2 und Aufstieg in die Ligue 1: 2022